# Kristijan Mesaroš
Kristijan Mesaroš (* 2. Juli 1988 in Slavonski Brod) ist ein kroatischer Tennisspieler.

## Karriere
Mesaroš spielte 2006 erstmals ein Profiturnier auf der ITF Future Tour. Seine ersten zwei Titel auf dieser Tour konnte er 2008 gewinnen. Im Jahr 2010 gelangen ihm gleich sechs Titel im Einzel und ein Titel im Doppel. Außerdem nahm er an der Qualifikation des Turniers in Banja Luka teil, erstmals ein Turnier der ATP Challenger Tour, wo er jedoch Jürgen Zopp unterlag. Anfang 2011 hatte er seine Premiere auf der ATP World Tour, wo er in der Qualifikation zu den PBZ Zagreb Indoors an Aljaž Bedene scheiterte. Im selben Jahr erreichte er außerdem vier Viertelfinals bei Challengers. Den Höhepunkt des Jahres stellte die Teilnahme an der Qualifikation zu den Wimbledon Championships, einem Grand-Slam-Turnier, dar. In der zweiten Runde wurde er jedoch vom Polen Łukasz Kubot geschlagen. Erstmals beendete er 2011 ein Jahr innerhalb der Top 300 im Einzel.
2012 kam er in Zagreb bei den PBZ Zagreb Indoors durch eine Wildcard zu seinem bislang einzigen Match  auf der ATP World Tour. Er verlor in der Auftaktrunde gegen den Niederländer Robin Haase mit 2:6, 3:6. Den Rest des Jahres spielte er bloß Futures und rutschte in der Weltrangliste ab. 2013 wurde sein erfolgreichstes Jahr: Neun Titel bei Futures (sieben im Einzel, zwei im Doppel) standen zu Buche, außerdem eine Halbfinalteilnahme beim Challenger in Banja Luka, wo er abermals Bedene, dem späteren Turniersieger, unterlag. Bei ATP World Turnieren gelang ihm kein Erfolg bei Qualifikationen, genauso wenig wie 2014 bei der zu den Australian Open. Auch an der Qualifikation zu den French Open und Wimbledon durfte er dank seiner Weltranglistenposition teilnehmen, kam aber auch nie über die zweite Runde hinaus. Seine bisherige Bestplatzierung im Einzel, der 184. Rang, datiert auf den 14. April 2014.
Zwischen August 2014 und Anfang 2016 spielte Mesaroš keine Turniere und wurde zwischenzeitlich nicht mehr in der Weltrangliste geführt. 2016 gewann er sieben Futures und stieg wieder bis in die Top 300 auf. Beim World-Turnier in Umag fehlte ihm in der Qualifikation nur ein Satz, um ins Hauptfeld einzuziehen. André Ghem drehte jedoch noch das Spiel. 2017 spielte er bei den French Open in der Qualifikation sein bislang letztes Turnier.